# 2014년 FIFA 월드컵 C조
2014년 FIFA 월드컵 C조에는 콜롬비아, 그리스, 코트디부아르, 그리고 일본이 들어갔다. C조 일정은 2014년 6월 14일부터 6월 24일까지 치러졌다.

## 참가국
| 편성 기호 | 국가         | 소속 연맹 | 본선 진출 경로          | 본선 진출 확정일 | 본선 진출 횟수 | 최근 출전 대회 | 역대 최고 성적             | FIFA 랭킹   | FIFA 랭킹  |
| 편성 기호 | 국가         | 소속 연맹 | 본선 진출 경로          | 본선 진출 확정일 | 본선 진출 횟수 | 최근 출전 대회 | 역대 최고 성적             | 2013년 10월 | 2014년 6월 |
| --------- | ------------ | --------- | ----------------------- | ---------------- | -------------- | -------------- | -------------------------- | ----------- | ---------- |
| C1 (머리) | 콜롬비아     | CONMEBOL  | 남아메리카 예선 2위     | 2013년 10월 11일 | 5회            | 1998년         | 16강 (1990년)              | 4위         | 8위        |
| C2        | 그리스       | UEFA      | 유럽 플레이오프 승리    | 2013년 11월 19일 | 3회            | 2010년         | 조별 리그 (1994년, 2010년) | 15위        | 12위       |
| C3        | 코트디부아르 | CAF       | 아프리카 3차 예선 승리  | 2013년 11월 16일 | 3회            | 2010년         | 조별 리그 (2006년, 2010년) | 17위        | 23위       |
| C4        | 일본         | AFC       | 아시아 4차 예선 B조 1위 | 2013년 6월 4일   | 5회            | 2010년         | 16강 (2002년, 2010년)      | 44위        | 46위       |

참고
1. ↑  2013년 10월 랭킹은 본선 조편성에 반영되었다.

## 순위
| 조별 리그 범례 | 조별 리그 범례                    |
| -------------- | --------------------------------- |
|                | 조 1위와 2위가 16강전에 진출한다. |
|                | 조별 리그 탈락.                   |

| 팀           | 경기 | 승 | 무 | 패 | 득 | 실 | 차 | 점 |
| ------------ | ---- | -- | -- | -- | -- | -- | -- | -- |
| 콜롬비아     | 3    | 3  | 0  | 0  | 9  | 2  | +7 | 9  |
| 그리스       | 3    | 1  | 1  | 1  | 2  | 4  | −2 | 4  |
| 코트디부아르 | 3    | 1  | 0  | 2  | 4  | 5  | −1 | 3  |
| 일본         | 3    | 0  | 1  | 2  | 2  | 6  | −4 | 1  |

출처: FIFA 보관됨 2019-06-11 - 웨이백 머신 

다음 라운드 진출 규정: 순위 규정

- 콜롬비아는 16강에서 우루과이 (D조 2위)를 상대한다.
- 그리스는 16강에서 코스타리카 (D조 1위)를 상대한다.

## 경기

### 콜롬비아 vs 그리스
양국은 1994년 친선전에서 한번의 맞대결을 펼쳤고, 콜롬비아가 2-0으로 이겼었다. 파라과이와의 예선 최종전에서 퇴장당한 콜롬비아의 미드필더 프레디 과린은 이 경기에 출전하지 못하였다.
콜롬비아는 후안 콰드라도가 잘라 넣은 공을 파블로 아르메로가 그리스 수비수 코스타스 마놀라스를 맞추어 골망을 가르면서 5분만에 앞서나갔다. 콜롬비아는 후반전에 점수차를 벌렸는데, 아벨 아길라르가 하메스 로드리게스의 코너킥을 굴절시켜 테오필로 구티에레스가 근거리에서 골을 넣을 수 있게 만들었다. 그리스도 득점 기회를 잡았지만, 최적의 기회를 테오파니스 게카스가 골대를 맞추면서 날려버렸다. 추가 시간에 돌입하면서, 콰드라도는 하메스가 낮은 슛으로 마무리할 수 있게 공을 띄워주었다.
경기를 3-0으로 이긴 콜롬비아는 FIFA 월드컵 역사상 최다 점수차 승리를 거두었다.
| 콜롬비아                                        | 3 – 0  | 그리스 |
| ----------------------------------------------- | ------ | ------ |
| 아르메로 5′ · 구티에레스 58′ · 로드리게스 90+3′ | 리포트 |        |

| 콜롬비아 | 그리스 |

| GK            | 1  | 다비드 오스피나      |     |     |
| RB            | 18 | 후안 카밀로 수니가   |     |     |
| CB            | 2  | 크리스티안 사파타    |     |     |
| CB            | 3  | 마리오 예페스 (주장) |     |     |
| LB            | 7  | 파블로 아르메로      |     | 74′ |
| CM            | 6  | 카를로스 산체스      | 26′ |     |
| CM            | 8  | 아벨 아길라르        |     | 69′ |
| RW            | 11 | 후안 콰드라도        |     |     |
| AM            | 10 | 하메스 로드리게스    |     |     |
| LW            | 14 | 빅토르 이바르보      |     |     |
| CF            | 9  | 테오필로 구티에레스  |     | 76′ |
| 교체 선수:    |    |                      |     |     |
| MF            | 15 | 알렉산데르 메히아    |     | 69′ |
| DF            | 4  | 산티아고 아리아스    |     | 74′ |
| FW            | 21 | 작손 마르티네스      |     | 76′ |
| 감독:         |    |                      |     |     |
| 호세 페케르만 |    |                      |     |     |

| GK              | 1  | 오레스티스 카르네지스       |     |     |
| RB              | 15 | 바실리스 토로시디스         |     |     |
| CB              | 4  | 코스타스 마놀라스           |     |     |
| CB              | 19 | 소크라티스 파파스타토풀로스 | 52′ |     |
| LB              | 20 | 호세 홀레바스               |     |     |
| RM              | 14 | 디미트리스 살핑기디스       | 55′ | 57′ |
| CM              | 2  | 요아니스 마니아티스         |     |     |
| CM              | 21 | 코스타스 카추라니스 (주장)  |     |     |
| LM              | 8  | 파나요티스 코네             |     | 78′ |
| CF              | 7  | 요르기오스 사마라스         |     |     |
| CF              | 17 | 테오파니스 게카스           |     | 64′ |
| 교체 선수:      |    |                             |     |     |
| MF              | 18 | 요아니스 페트파치디스       |     | 57′ |
| FW              | 9  | 콘스탄티노스 미트로글루     |     | 64′ |
| MF              | 10 | 요르기오스 카라구니스       |     | 78′ |
| 감독:           |    |                             |     |     |
| 페르난두 산투스 |    |                             |     |     |

| 최우수 선수: 하메스 로드리게스 (콜롬비아) 부심: 마크 허드 (미국) 조 플레처 (캐나다) 대기심: 알리레자 파가니 (이란) 후보 대기심: 하산 캄라니파르 (이란) |

### 코트디부아르 vs 일본
양국은 3차례 친선전에서 만난 적이 있으며, 가장 최근에 만난 시기는 2010년이었다.
일본은 공을 경기장에 던져넣은 후 얼마 지나지 않아 나가토모 유토가 패스를 해 혼다 케이스케가 왼발로 높이차 골망을 흔들어 앞서 나갔다.
그러나, 코트디부아르는 후반전에 들어 2분차로 2골을 득점해 역전하였는데, 동점골은 세르주 오리에의 크로스를 윌프리드 보니가 5.5미터 앞에서 머리로 넣은 것이고, 역전골은 오리에가 우측에서 또다시 배급한 크로스를 제르비뉴가 5.5미터에서 머리로 처리한 것이었다.
이 경기에서 골을 넣은 혼다는 2차례의 FIFA 월드컵 본선에서 득점을 기록한 최초의 일본 선수가 되었고, 3골로 FIFA 월드컵 역사상 일본의 최다 득점자가 되었다.
| 코트디부아르            | 2 – 1  | 일본     |
| ----------------------- | ------ | -------- |
| 보니 64′ · 제르비뉴 66′ | 리포트 | 16′ 혼다 |

| 코트디부아르 | 일본 |

| GK            | 1  | 부바카르 바리    |     |     |
| RB            | 17 | 세르주 오리에    |     |     |
| CB            | 5  | 디디에 조코라    | 58′ |     |
| CB            | 22 | 솔 밤바          | 54′ |     |
| LB            | 3  | 아르튀르 보카    |     | 75′ |
| CM            | 9  | 셰이크 티오테    |     |     |
| CM            | 20 | 세레이 디에      |     | 62′ |
| AM            | 19 | 야야 투레 (주장) |     |     |
| RF            | 8  | 살로몽 칼루      |     |     |
| CF            | 12 | 윌프리드 보니    |     | 78′ |
| LF            | 10 | 제르비뉴         |     |     |
| 교체 선수:    |    |                  |     |     |
| FW            | 11 | 디디에 드로그바  |     | 62′ |
| DF            | 18 | 콩스탕 자크파    |     | 75′ |
| FW            | 13 | 디디에 야 코난   |     | 78′ |
| 감독:         |    |                  |     |     |
| 사브리 라무시 |    |                  |     |     |

|                   |    |                      |     |     |
|                   |    |                      |     |     |
| GK                | 1  | 가와시마 에이지      |     |     |
| RB                | 2  | 우치다 아쓰토        |     |     |
| CB                | 22 | 요시다 마야          | 23′ |     |
| CB                | 6  | 모리시게 마사토      | 64′ |     |
| LB                | 5  | 나가토모 유토        |     |     |
| DM                | 16 | 야마구치 호타루      |     |     |
| DM                | 17 | 하세베 마코토 (주장) |     | 54′ |
| RW                | 9  | 오카자키 신지        |     |     |
| AM                | 4  | 혼다 케이스케        |     |     |
| LW                | 10 | 가가와 신지          |     | 86′ |
| CF                | 18 | 오사코 유야          |     | 67′ |
| 교체 선수:        |    |                      |     |     |
| MF                | 7  | 엔도 야스히토        |     | 54′ |
| FW                | 13 | 오쿠보 요시토        |     | 67′ |
| MF                | 11 | 가키타니 요이치로    |     | 86′ |
| 감독:             |    |                      |     |     |
| 알베르토 자케로니 |    |                      |     |     |

| 최우수 선수: 야야 투레 (코트디부아르) 부심: 세르히오 로만 (칠레) 카를로스 아스트로사 (칠레) 대기심: 네앙 알리움 (카메룬) 후보 대기심: 지브릴 카마라 (세네갈) |

### 콜롬비아 vs 코트디부아르

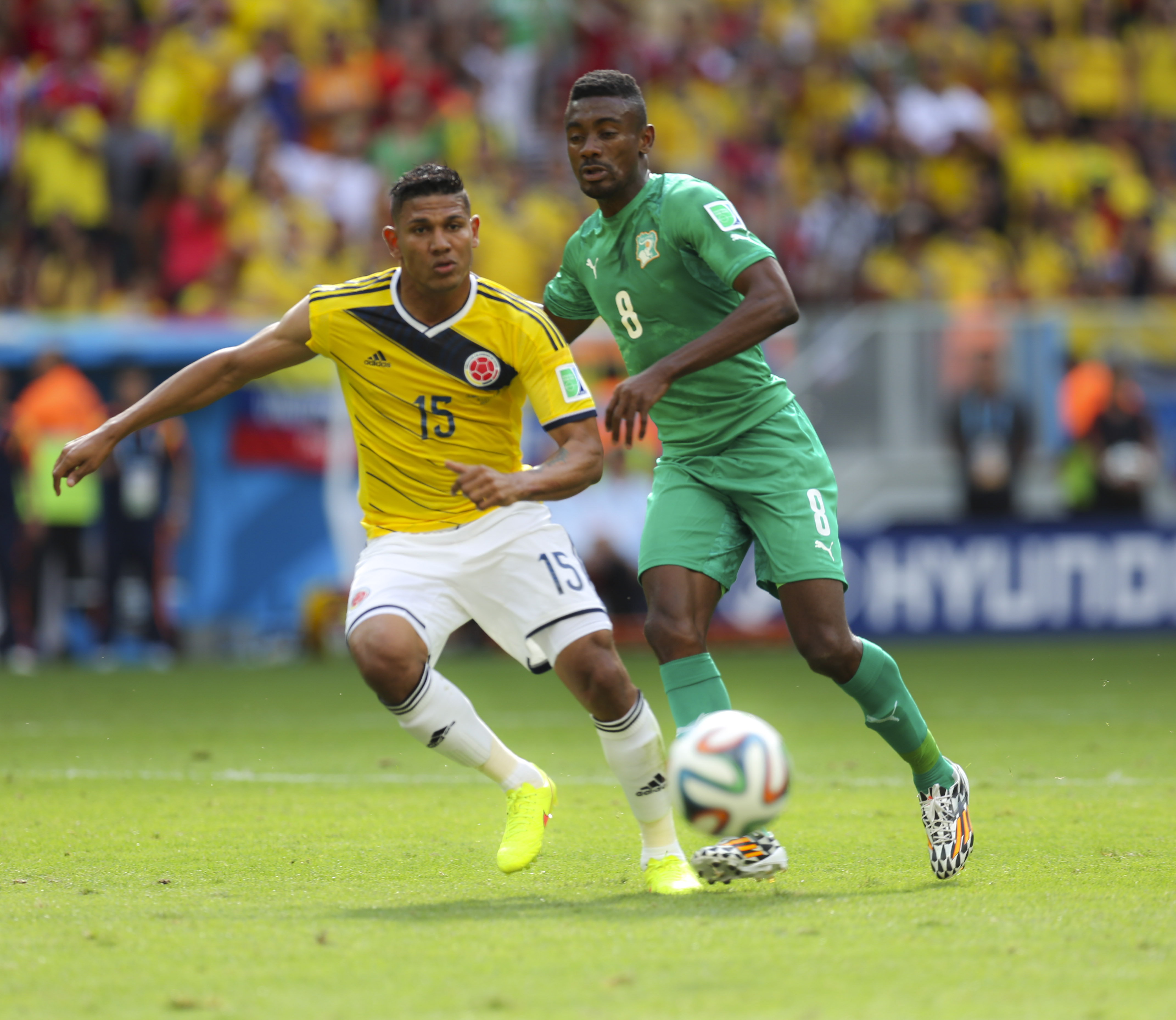
공을 경합하는 알렉산데르 메히아와 살로몽 칼루

양국은 맞대결을 벌인 적이 없다.
전반전을 무득점으로 마친 후, 콜롬비아는 후안 콰드라도의 코너킥을 하메스 로드리게스가 머리로 마무리하며 선제골을 득점했다. 콜롬비아는 6분 후, 코트디부아르가 잡은 공을 테오필로 구티에레스가 낚아채 교체 요원인 후안 킨테로로 하여금 골을 넣게 했다. 코트디부아르는 제르비뉴가 왼쪽의 콜롬비아 선수 3명을 제친 아르튀르 보카로부터 공을 받아 한골로 격차를 반으로 줄였다.
대회에서 두번째 골을 넣은 하메스는 베르나르도 레딘과 아돌포 발렌시아와 함께 한 FIFA 월드컵에서 2골 이상 넣은 콜롬비아 선수 3명 중 한명이 되었다.
| 콜롬비아                    | 2 – 1  | 코트디부아르 |
| --------------------------- | ------ | ------------ |
| 로드리게스 64′ · 킨테로 70′ | 리포트 | 73′ 제르비뉴 |

| 콜롬비아 | 코트디부아르 |

| GK            | 1  | 다비드 오스피나      |  |     |
| RB            | 18 | 후안 카밀로 수니가   |  |     |
| CB            | 2  | 크리스티안 사파타    |  |     |
| CB            | 3  | 마리오 예페스 (주장) |  |     |
| LB            | 7  | 파블로 아르메로      |  | 72′ |
| CM            | 8  | 아벨 아길라르        |  | 79′ |
| CM            | 6  | 카를로스 산체스      |  |     |
| RW            | 11 | 후안 콰드라도        |  |     |
| AM            | 10 | 하메스 로드리게스    |  |     |
| LW            | 14 | 빅토르 이바르보      |  | 53′ |
| CF            | 9  | 테오필로 구티에레스  |  |     |
| 교체 선수:    |    |                      |  |     |
| MF            | 20 | 후안 킨테로          |  | 53′ |
| DF            | 4  | 산티아고 아리아스    |  | 72′ |
| MF            | 15 | 알렉산데르 메히아    |  | 79′ |
| 감독:         |    |                      |  |     |
| 호세 페케르만 |    |                      |  |     |

| GK            | 1  | 부바카르 바리    |     |     |
| RB            | 17 | 세르주 오리에    |     |     |
| CB            | 5  | 디디에 조코라    | 55′ |     |
| CB            | 22 | 솔 밤바          |     |     |
| LB            | 3  | 아르튀르 보카    |     |     |
| CM            | 20 | 세레이 디에      |     | 73′ |
| CM            | 9  | 셰이크 티오테    | 90′ |     |
| RW            | 10 | 제르비뉴         |     |     |
| AM            | 19 | 야야 투레 (주장) |     |     |
| LW            | 15 | 막스 그라델      |     | 67′ |
| CF            | 12 | 윌프리드 보니    |     | 60′ |
| 교체 선수:    |    |                  |     |     |
| FW            | 11 | 디디에 드로그바  |     | 60′ |
| FW            | 8  | 살로몽 칼루      |     | 67′ |
| MF            | 6  | 마티스 볼리      |     | 73′ |
| 감독:         |    |                  |     |     |
| 사브리 라무시 |    |                  |     |     |

| 최우수 선수: 하메스 로드리게스 (콜롬비아) 부심: 마이크 물라키 (잉글랜드) 대런 칸 (잉글랜드) 대기심: 빅토르 우고 카리요 (페루) 후보 대기심: 로드네이 아키노 (파라과이) |

### 일본 vs 그리스

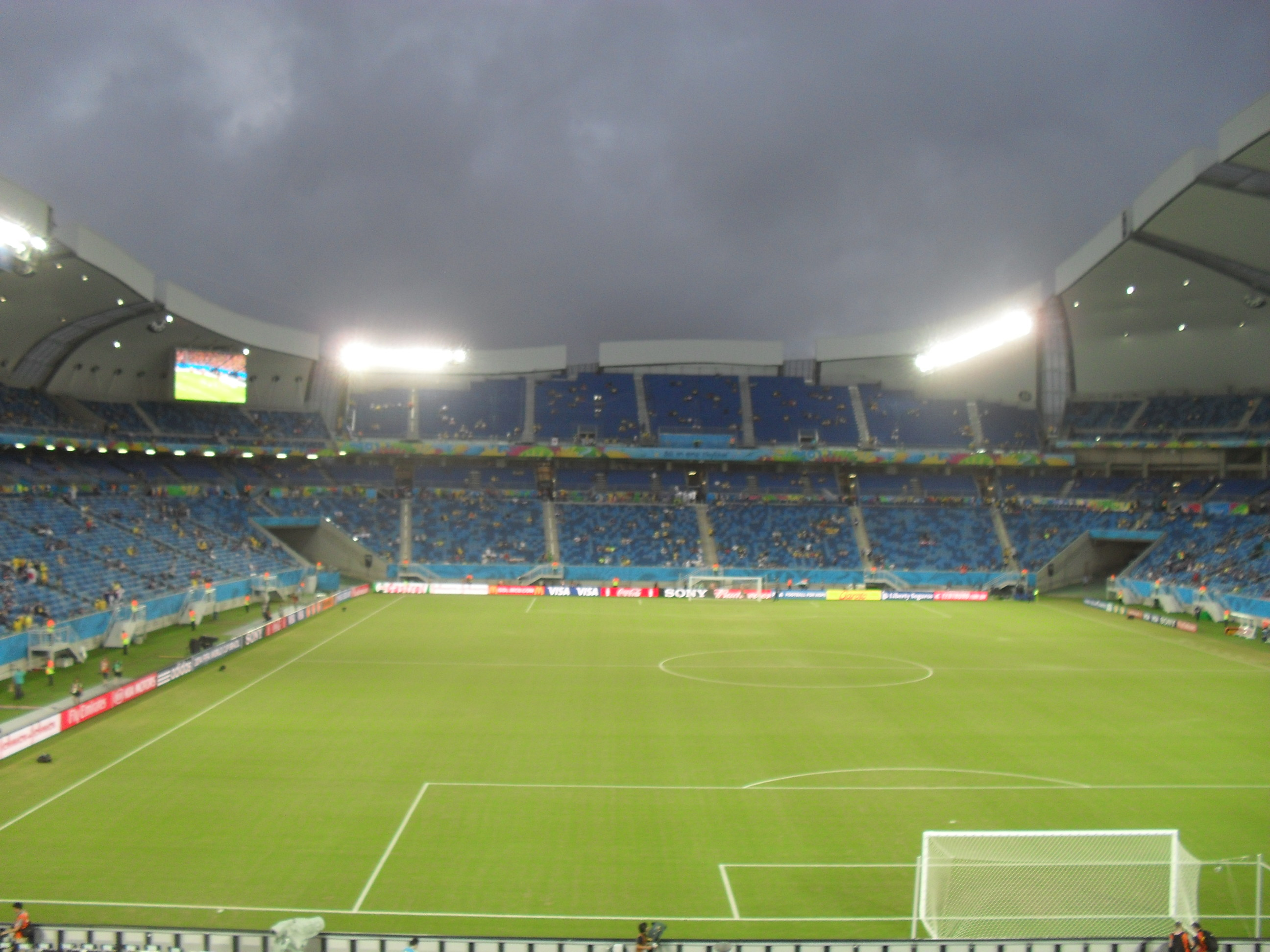
일본과 그리스간 경기 전의 아레나 다스 두나스

양국은 2005년 FIFA 컨페더레이션스컵 조별 리그에서 한차례 맞대결을 펼쳤고, 일본이 1-0으로 이겼었다.
그리스는 전반 시작 11분에 코스타스 카추라니스가 경고 누적으로 퇴장당하면서 10명으로 줄어들었다. 후반전에 그리스는 테오파니스 게카스가 머리로 득점을 시도했지만 막혔고, 대회에 남기 위해 승점 1점이 필요한 일본은 오쿠보 요시토와 우치다 아쓰토가 득점 기회를 잡기도 했지만, 경기는 득점 없이 비기는 것으로 막을 내렸다. 그에 따라 콜롬비아는 어부지리로 1990년 대회 이래로 처음으로 결선 토너먼트 진출을 조기에 확정지었다.
이 경기는 그리스가 FIFA 월드컵 역사상 처음으로 무실점으로 끝낸 경기가 되었다.
| 일본 | 0 – 0  | 그리스 |
| ---- | ------ | ------ |
|      | 리포트 |        |

| 일본 | 그리스 |

| GK                | 1  | 가와시마 에이지      |     |     |
| RB                | 2  | 우치다 아쓰토        |     |     |
| CB                | 22 | 요시다 마야          |     |     |
| CB                | 15 | 곤노 야스유키        |     |     |
| LB                | 5  | 나가토모 유토        |     |     |
| CM                | 16 | 야마구치 호타루      |     |     |
| CM                | 17 | 하세베 마코토 (주장) | 12′ | 46′ |
| RW                | 9  | 오카자키 신지        |     |     |
| AM                | 4  | 혼다 케이스케        |     |     |
| LW                | 13 | 오쿠보 요시토        |     |     |
| CF                | 18 | 오사코 유야          |     | 57′ |
| 교체 선수:        |    |                      |     |     |
| MF                | 7  | 엔도 야스히토        |     | 46′ |
| MF                | 10 | 가가와 신지          |     | 57′ |
|                   |    |                      |     |     |
| 감독:             |    |                      |     |     |
| 알베르토 자케로니 |    |                      |     |     |

| GK              | 1  | 오레스티스 카르네지스       |         |     |
| RB              | 15 | 바실리스 토로시디스         | 89′     |     |
| CB              | 4  | 코스타스 마놀라스           |         |     |
| CB              | 19 | 소크라티스 파파스타토풀로스 |         |     |
| LB              | 20 | 호세 홀레바스               |         |     |
| DM              | 21 | 코스타스 카추라니스 (주장)  | 27′ 38′ |     |
| CM              | 2  | 요아니스 마니아티스         |         |     |
| CM              | 8  | 파나요티스 코네             |         | 81′ |
| RW              | 18 | 요아니스 페트파치디스       |         | 41′ |
| LW              | 7  | 요르기오스 사마라스         | 55′     |     |
| CF              | 9  | 콘스탄티노스 미트로글루     |         | 35′ |
| 교체 선수:      |    |                             |         |     |
| FW              | 17 | 테오파니스 게카스           |         | 35′ |
| MF              | 10 | 요르기오스 카라구니스       |         | 41′ |
| FW              | 14 | 디미트리스 살핑기디스       |         | 81′ |
| 감독:           |    |                             |         |     |
| 페르난두 산투스 |    |                             |         |     |

| 최우수 선수: 혼다 케이스케 (일본) 부심: 후안 숨바 (엘살바도르) 윌리암 토레스 (엘살바도르) 대기심: 노르베르 하우아타 (타히티) 후보 대기심: 아덴 마르와 (케냐) |

### 일본 vs 콜롬비아
양국은 두번의 맞대결을 펼쳤고, 2007년 친선전이 가장 최근의 경기이며, 2003년 FIFA 컨페더레이션스컵 조별 리그에서 맞붙었을 당시에는 콜롬비아가 1-0으로 이겼다.
콜롬비아는 전반전 중반에 선제골을 기록했는데, 일본의 중앙 수비수 곤노 야스유키가 콜롬비아의 아드리안 라모스를 페널티 구역에 넘어뜨리자 후안 콰드라도가 페널티킥을 가운데로 낮게 차 성공시켰다. 일본은 이후 전반 종료 직전에 오른쪽에서 혼다 케이스케가 띄워준 크로스를 오카자키 신지가 머리로 넣었다. 콜롬비아는 후반 시작과 함께 하메스 로드리게스를 배치하였고, 하메스는 작손 마르티네스에게 2골 중 한골을 제공해 주었다. 마르티네스는 55분에 로드리게스가 준 공을 왼발로 낮게 차 넣었고, 82분에는 페널티 구역 우측에서 마지막 수비수를 제치고 골키퍼를 따돌린 라모스가 건넨 공을 왼발로 감아차 넣었다. 결선 토너먼트 진출이 확정된 콜롬비아는 조 1위의 입지를 굳히기 위해 최소 1점이 필요했는데, 결국 3전전승으로 조 1위를 차지하였고, 반대로 다음 라운드로 진출하기 위해 승리가 필요했던 일본은 탈락하였다.
파리드 몬드라곤은 43세 3일로 FIFA 월드컵 최고령 출전 선수가 되었는데, 그는 경기 막판 5분간 출전하여 기존에 카메룬의 로제 밀라가 1994년 FIFA 월드컵에서 42세의 나이로 출전해 가졌던 기록을 갈아치웠다. 그는 1998년 FIFA 월드컵에서 잉글랜드와의 조별 리그 최종전을 치른 이래 15년 363일만에 출전해 FIFA 월드컵 무대 복귀 최장 기간의 기록을 세워 종전에 스위스의 알프레트 비켈이 세운 12년 13일 (1938년-1950년) 기록도 경신했다.
| 일본           | 1 – 4  | 콜롬비아                                                       |
| -------------- | ------ | -------------------------------------------------------------- |
| 오카자키 45+1′ | 리포트 | 17′ (페널티골) 콰드라도 · 55′, 82′ 마르티네스 · 90′ 로드리게스 |

| 일본 | 콜롬비아 |

| GK                | 1  | 가와시마 에이지      |     |     |
| RB                | 2  | 우치다 아쓰토        |     |     |
| CB                | 22 | 요시다 마야          |     |     |
| CB                | 15 | 곤노 야스유키        | 16′ |     |
| LB                | 5  | 나가토모 유토        |     |     |
| CM                | 14 | 아오야마 도시히로    |     | 62′ |
| CM                | 17 | 하세베 마코토 (주장) |     |     |
| RW                | 9  | 오카자키 신지        |     | 69′ |
| AM                | 4  | 혼다 게이스케        |     |     |
| LW                | 10 | 가가와 신지          |     | 85′ |
| CF                | 13 | 오쿠보 요시토        |     |     |
| 교체 선수:        |    |                      |     |     |
| MF                | 16 | 야마구치 호타루      |     | 62′ |
| FW                | 11 | 가키타니 요이치로    |     | 69′ |
| MF                | 8  | 기요타케 히로시      |     | 85′ |
| 감독:             |    |                      |     |     |
| 알베르토 자케로니 |    |                      |     |     |

| GK            | 1  | 다비드 오스피나 (주장) |     | 85′ |
| RB            | 4  | 산티아고 아리아스      |     |     |
| CB            | 23 | 카를로스 발데스        |     |     |
| CB            | 16 | 에데르 발란타          |     |     |
| LB            | 7  | 파블로 아르메로        |     |     |
| DM            | 15 | 알렉산데르 메히아      |     |     |
| DM            | 13 | 프레디 과린            | 63′ |     |
| RM            | 11 | 후안 콰드라도          |     | 46′ |
| LM            | 20 | 후안 킨테로            |     | 46′ |
| SS            | 19 | 아드리안 라모스        |     |     |
| CF            | 21 | 작손 마르티네스        |     |     |
| 교체 선수:    |    |                        |     |     |
| MF            | 5  | 카를로스 카르보네로    |     | 46′ |
| MF            | 10 | 하메스 로드리게스      |     | 46′ |
| GK            | 22 | 파리드 몬드라곤        |     | 85′ |
| 감독:         |    |                        |     |     |
| 호세 페케르만 |    |                        |     |     |

| 최우수 선수: 작손 마르티네스 (콜롬비아) 부심: 베르티누 미란다 (포르투갈) 티아구 트리구 (포르투갈) 대기심: 로베르토 모레노 (파나마) 후보 대기심: 에릭 보리아 (미국) |

### 그리스 vs 코트디부아르
양국은 한번도 만난 적이 없다. 그리스의 미드필더 코스타스 카추라니스 (전 경기에서 퇴장) 와 코트디부아르 수비수 디디에 조코라 (경고 누적)는 출장 정지 징계로 출전하지 못했다.
그리스는 결선 토너먼트 진출을 위해 승리가 필요했는데, 42분에 셰이크 티오테의 수비 실책을 활용한 교체 요원 안드레아스 사마리스는 공을 낚아채 요르기오스 사마라스와 골키퍼를 앞에 두고 1대2 상황을 만든 뒤, 오른발로 선제골을 차넣었다. 후반전에는 교체로 들어간 윌프리드 보니가 제르비뉴가 왼쪽에서 건낸 공을 오른발로 낮게 차 넣으며 승부를 원점으로 돌렸다. 같은 시간, 일본이 콜롬비아에게 밀리고 있었기에, 코트디부아르는 사상 첫 결선 토너먼트 진출을 위해 승점 1점만 따도 되는 상황이 왔다. 경기는 무승부로 끝날 듯 했지만, 추가시간에 지오바니 시오가 사마라스가 공을 차려는 과정에서 넘어뜨린 것으로 보였고, 이렇게 얻어낸 페널티킥을 사마라스가 골키퍼 왼쪽으로 제쳐 결승골을 성공시켰다. 이 경기에서 이긴 그리스는 조별 리그를 2위로 마쳐 (1994년과 2010년 대회의 실패를 거쳐) FIFA 월드컵 역사상 처음으로 결선 토너먼트 진출에 성공하였고, 코트디부아르는 3대회 연속으로 조별 리그를 넘지 못하고 탈락했다.
| 그리스                                   | 2 – 1  | 코트디부아르 |
| ---------------------------------------- | ------ | ------------ |
| 사마리스 42′ · 사마라스 90+3′ (페널티골) | 리포트 | 74′ 보니     |

| 그리스 | 코트디부아르 |

| GK              | 1  | 오레스티스 카르네지스        |  | 24′ |
| RB              | 15 | 바실리스 토로시디스          |  |     |
| CB              | 4  | 코스타스 마놀라스            |  |     |
| CB              | 19 | 소크라티스 파파스타토풀로스  |  |     |
| LB              | 20 | 호세 홀레바스                |  |     |
| DM              | 10 | 요르기오스 카라구니스 (주장) |  | 78′ |
| CM              | 2  | 요아니스 마니아티스          |  |     |
| CM              | 16 | 라자로스 흐리스토둘로풀로스  |  |     |
| RW              | 8  | 파나요티스 코네              |  | 12′ |
| LW              | 7  | 요르기오스 사마라스          |  |     |
| CF              | 14 | 디미트리스 살핑기디스        |  |     |
| 교체 선수:      |    |                              |  |     |
| MF              | 22 | 안드레아스 사마리스          |  | 12′ |
| GK              | 12 | 파나요티스 글리코스          |  | 24′ |
| FW              | 17 | 테오파니스 게카스            |  | 78′ |
| 감독:           |    |                              |  |     |
| 페르난두 산투스 |    |                              |  |     |

| GK            | 1  | 부바카르 바리          |     |     |
| RB            | 17 | 세르주 오리에          |     |     |
| CB            | 4  | 콜로 투레              |     |     |
| CB            | 22 | 솔 밤바                |     |     |
| LB            | 3  | 아르튀르 보카          |     |     |
| CM            | 9  | 셰이크 티오테          |     | 61′ |
| CM            | 20 | 세레이 디에            | 70′ |     |
| RW            | 8  | 살로몽 칼루            | 62′ |     |
| AM            | 19 | 야야 투레              |     |     |
| LW            | 10 | 제르비뉴               |     | 83′ |
| CF            | 11 | 디디에 드로그바 (주장) | 37′ | 78′ |
| 교체 선수:    |    |                        |     |     |
| FW            | 12 | 윌프리드 보니          |     | 61′ |
| MF            | 14 | 이스마엘 디오망데      |     | 78′ |
| FW            | 21 | 지오바니 시오          |     | 83′ |
| 감독:         |    |                        |     |     |
| 사브리 라무시 |    |                        |     |     |

| 최우수 선수: 요르기오스 사마라스 (그리스) 부심: 크리스티안 레스카노 (에콰도르) 비론 로메로 (에콰도르) 대기심: 산드루 히시 (브라질) 후보 대기심: 이메르송 지 카르발류 (브라질) |

## 같이 보기
- 일본의 FIFA 월드컵 성적